# Pinceau de calligraphie

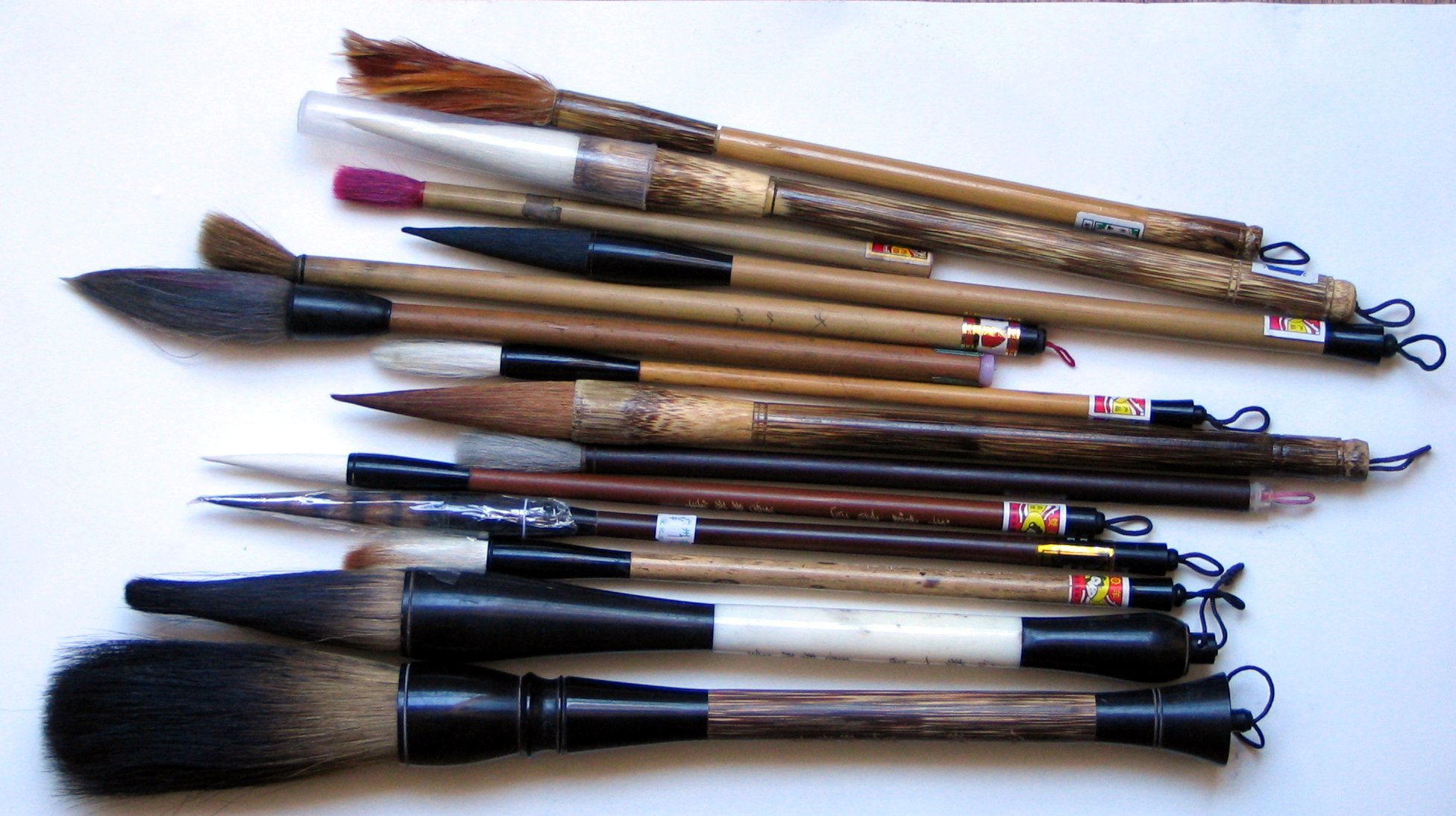
Différents pinceaux à lavis chinois, le plus en haut est en plumes de poule (鸡毛).

Le pinceau de calligraphie (ct:毛筆 cs:毛笔 py:máobǐ, japonais: 筆 fude), est l'un des quatre trésors du lettré chinois (et par extension du monde chinois : Chine, Corée, Japon et Vietnam). S'ils se ressemblent, le pinceau à lavis (ou à peinture) et le pinceau à calligraphie diffèrent, notamment par la nature des poils.
« Parmi les instruments humains, il en est un qui se distingue parmi les autres comme symbole d’art et de beauté : c’est le pinceau. Il permet à l’homme de communiquer, d’exprimer ses rêves et ses pensées. »
En Europe, le pinceau à aquarelle, aussi appelé « mouilleur » ou « pinceau à lavis », est assez proche du pinceau de calligraphie de par sa forme et conserve les mêmes propriétés que certains pinceaux à lavis. Il est généralement constitué de poils de petit-gris (un écureuil nordique), qui ont de très bonnes propriétés de rétention d'eau, ou parfois de poney, moins absorbants.

## Histoire
Le plus ancien pinceau retrouvé en Asie date du IVe siècle avant notre ère, mais il est probable qu’on l’utilisait déjà depuis au moins 500 ans.
Le manche est généralement en bambou et sa touffe en poils de chèvre. Mais il existe aujourd'hui des pinceaux dans divers autres matériaux. Les poils doivent avoir pour propriété une bonne absorption de l'eau et de l'encre, ce qui est capital pour les techniques de lavis.
Dans l'écriture de tous les jours, les stylos à bille ou les feutres ont remplacé les pinceaux dans ces pays.

## Les quatre vertus du pinceau
Selon la tradition, les conditions nécessaires pour avoir des pinceaux de haute qualité sont les suivantes :
- sen (尖) : l’extrémité de la touffe est pointue.
- sei (斉) : lorsque l’on aplatit tous les poils, leurs extrémités sont alignées. Dans le cas des pinceaux en poils de chèvre, plus l’extrémité de la touffe est transparente, meilleure est la qualité.
- en (円) : chacune des parties (la pointe, la gorge, le ventre, les hanches) trempée dans l’eau ou dans l’encre, peut être tournée et retournée sans problème.
- ken (健) : les poils sont bien équilibrés et répondent parfaitement aux mouvements qui leur sont donnés.

## Composition des pinceaux

### Les poils
Les poils des pinceaux sont principalement des poils d’animaux avec trois principaux types :
- yángháo (羊毫) : poils de chèvre, relativement souple.

lángháo (狼毫) : poils de « martre Kolinsky » (Mustela sibirica, huángshǔláng, 黄鼠狼), relativement ferme.
xuǎnháo (选毫) : poils de belette, ferme au centre puis une couronne de poils de chèvre pour sa souplesse.
Au Japon, les pinceaux jûmô (柔毛) sont souples, les pinceaux gômô (岡毛) sont en poils rigides, et les pinceaux kengô (兼毫) mélangent les deux types de poils.
On utilise le plus souvent des poils de chèvre, de cheval, de tanuki (chien viverrin), de belette, de martre, de lièvre, d’écureuil, de chat, de cerf… Mais aussi, plus rarement, de renard, de singe, de buffle… Il existe également des pinceaux fabriqués à base de plumes (zh : 鸡毛, jī máo) donnant un pinceau long et très pointu une fois mouillé, ou à base de fibres végétales.
On peut trouver en général sur un même animal des poils durs, et des poils fermes.
Il existe un rituel selon lequel les parents confectionnent un pinceau avec les cheveux de leur nourrisson afin de lui adresser des vœux de bonheur : ces pinceaux fins et souples sont particulièrement appréciés des calligraphes[réf. nécessaire].
« Ainsi le pinceau que l’on appelle “le grand nuage blanc” est composé d’un tiers de martre, un tiers de chèvre, un tiers de chat sauvage. On a parlé aussi, mais c’est plus ou moins légendaire, de cheveux d’enfants, de moustaches de chat, de rat, de tigre… Le pinceau idéal serait fait “de queue de martre sauvage mâle tuée en automne, par une nuit de pleine lune, dans les montagnes du nord de la Chine”. »

### Les formes
On distingue deux types de pinceaux : 
- Les pinceaux aux poils réunis et durcis (katame-fude, 固め筆, ou mizu-fude, 水筆), qui ont des poils assez peu vigoureux au niveau des hanches, ce qui permet de ne les utiliser que jusqu’au ventre. Ils sont plutôt destinés aux personnes de niveau supérieur.
- Les pinceaux aux poils séparés (sabaki-fude, 捌き筆, sanmô-hitsu, 散毛筆, ou santaku-hitsu, 散卓筆).

Autres pinceaux :
- « Pinceau en forme de feuille de saule », ryûyô-hitsu (柳葉筆). Les poils de ces pinceaux peuvent contenir beaucoup d’encre et conviennent aux longs tracés ; l’épaisseur des traits est facilement variable. C’est la forme la plus commune.
- « Pinceau en forme de tête de moineau », jakutô-hitsu (雀頭筆). Ce type de pinceau est destiné aux petits caractères, ses poils sont courts et ses hanches flexibles.
- « Pinceau pour le tracé du visage », mensô-hitsu (面相筆). Ses poils sont très fins et le diamètre de sa base ne mesure que 2 à 4 mm, pour une longueur de 2 à 3 cm. Il est utilisé dans la peinture traditionnelle, pour les tracés qui demandent beaucoup de précision.
- « Pinceau aux poils roulés autour du cœur », engui-hitsu (延喜筆), shinmaki-fude (芯巻筆) ou makishin-fude (巻心筆). Ce type de pinceau convient à la calligraphie de sô-gana. Ses poils sont très souples et faciles à tourner sur le papier.

### Longueur et diamètre
On peut classer les pinceaux en cinq catégories selon le rapport entre le diamètre et la longueur des poils :
- « Très longs poils », chô-chôhô (超長鋒). Le diamètre de la base des poils est au moins 6 fois plus petit que la taille des plus longs poils.
- « Longs poils », chôhô (長鋒). Le rapport est de 1 contre 5 à 6.

Ces deux catégories de pinceaux n’ont pas de hanches très fortes et réclament une certaine maîtrise. Ils permettent de réaliser des tracés longs, dynamiques et variés.
- « Poils d’une longueur moyenne », chûhô (中鋒). Le rapport est de 1 contre 3 à 4.
- « Poils courts », tanpô (短鋒). Le rapport est de 1 contre 2 à 3.

Il est conseillé aux débutants de commencer avec des pinceaux de ces deux dernières catégories.
- « Poils très courts », chô-tanpô (短超鋒). Le rapport est de 1 contre 0,8 à 2. Les pinceaux jakutô-hitsu font partie de cette catégorie.

Pour calligraphier des sutras, on utilise des pinceaux tanpô et chô-tanpô.

## Remarques complémentaires
En général, les pinceaux japonais ont des ventres solides pour que la pointe puisse tracer de manière efficace, alors que les pinceaux chinois présentent en général une pointe plus arrondie et plus épaisse. La plupart du temps, les pinceaux japonais possèdent 2 ou 3 poils plus longs au milieu de la touffe, ce sont les « poils de vie », inochi-ge (命毛).
La plupart du temps, le manche des pinceaux est fait de bambou, mais on en trouve de toutes sortes, allant du plastique à l’ivoire, et même l’or.
Il est important de bien entretenir ses pinceaux. Lorsqu’ils sont neufs, enduits de colle, il faut laver la pointe à l’eau claire. Et après chaque utilisation, il faut délicatement laver les poils à l’eau claire et froide et les essuyer en douceur ; puis les laisser sécher la tête en bas.